# Русский театр драмы имени Ч. Айтматова
Государственный национальный русский театр драмы имени Ч. Айтматова — театр в городе Бишкек, Кыргызстан.

## Прежние названия
- 1935—1939 — ?
- 1939-? Фрунзенский театр имени Н. К. Крупской(Театральная энциклопедия. Том 5/Глав. ред. П. А. Марков — М.: Советская энциклопедия, 1967. — 1136 стб. с илл., 8 л. илл.)
- ? В Советское время театр носил название Государственного русского драматического театра им. Н. К. Крупской.

## История
В 1935 году Правительство Киргизской Советской Социалистической Республики приняло Постановление об организации самостоятельного русского драматического театра. Судя по публикациям в газетах тех лет, это событие имело большое значение. До сих пор Государственный академический русский театр драмы остается единственным русским театром Республики.
Основу труппы составили выпускники ГИТИСа (педагоги — народная артистка СССР Н. Н. Литовцева и народный артист СССР В. А. Орлов). Возглавлял группу В. Г. Фельдман, ставший главным режиссёром театра.
Отсчёт своей истории театр начинает с 6 ноября 1935 года спектаклем по пьесе Е. Яновского «Столица» (о строителях Московского метрополитена). Сразу — вторая премьера «Платон Кречет» в режиссуре выпускника ГИТИСа В. Васильева, ставшего затем народным артистом Киргизской ССР и осуществлявшего постановки в киргизских театрах.
В 1958 году во время Второй декады киргизского искусства в Москве были отмечены высокое профессиональное мастерство, слаженность и чёткость ансамбля, что позволило «причислить Русский драматический театр им. Крупской к лучшим театральным коллективам страны» («Вечерняя Москва», октябрь 1958 года), каким он и оставался в течение десятилетий.
В ноябре 1966 года театр был удостоен чести выступать на сцене Кремлёвского театра.
Были показаны лучшие спектакли тех лет:
- «Кремлёвские куранты» Н. Погодин,
- «Горячее сердце» А. Островский,
- «Земля» Н. Вирта,
- «Тополёк мой в красной косынке» Ч. Айтматов и др.

Начиная с 1970-х и до начала 1990-х годов театр активно участвовал в фестивалях драматургии, проходивших в странах СССР. Необходимо особо отметить тесное сотрудничество с российскими театральными деятелями. В 1976 году за заслуги в развитии театрального искусства театр был награждён только что учрежденным Орденом Дружбы народов, а в 1988 году — ему было присвоено звание Академического.
Особое место в репертуаре театра всегда занимали спектакли по произведениям киргизских писателей и драматургов:
- Ч. Айтматов,
- М. Байджиев,
- М. Тойбаев,
- К. Эшмамбетов,
- Т. Абдумомунов,
- Р. Шукурбеков.

В 1980 году в театр был приглашен Владислав Пази, впоследствии он стал главным режиссёром театра. В 1988 году на гастролях в Москве театр показал премьеру «Плахи» по Ч. Айтматову. Эту работу критика назвала уникальным экспериментом. Здесь впервые соединились актёры Русского театра драмы и Киргизского драматического театра. В 1988 году спектакль стал участником Международного фестиваля в г. Фрунзе, посвящённого юбилею Ч. Айтматова.
В 1991 году впервые в Советском Союзе швейцарский режиссёр Бечарт поставил пьесу Макса Фриша «Андорра». В 1993 году на международном театральном фестивале в Йошкар-Оле спектакль «Три сестры» в постановке В. Пази был признан лучшим.
Русский национальный театр нельзя представить без таких театральных деятелей и актёров, как народные артисты Кыргызстана Мария Стряпкина, Эммануил Праг, Леонид Ясиновский, Александр Кулешов, Тамара Варнавских, Клавдия Гурьева, Анатолий Адали, Сергей Борисов. За время существования театра на сцене ставили спектакли режиссёры: Георгий Иванов, заслуженный деятель искусств РСФСР, заслуженный деятель искусств Кыргызстана Марк Маламуд, заслуженный артист РСФСР В. Панов, и артисты: А.Свистунов, Н.Беляков, А.Головин, А.Бируля.
Учитывая большой вклад в развитие театрального искусства Кыргызской Республики и особые заслуги в укреплении дружбы между народами, Указом Президента КР от 2 августа 2007 года № 353 Государственному академическому русскому театру драмы Кыргызской Республики был присвоен Национальный статус и стал именоваться Государственный Национальный русский театр драмы Кыргызской Республики.
10 декабря 2008 года Указом Президента Кыргызской Республики Государственному Национальному русскому театру драмы Кыргызской Республики был присвоено имя Героя Кыргызской Республики, Героя Социалистического труда, народного писателя Кыргызской Республики Айтматова Чингиза Торекуловича.
В 2015 году Русский театр драмы имени Чингиза Айтматова отметит своё 80-летие. 80-й юбилейный сезон Русского театра драмы посвящён памяти Вячеслава Казакова и Владислава Пази.

## Директора театра драмы в Бишкеке
- Пази Владислав Борисович (1984—1992), Заслуженный деятель культуры Кыргызской Республики (1993) и Заслуженный деятель искусств Российской Федерации (2002)[2]
- Скоропись Владимир Георгиевич (1985—1985, 2007), Народный артист Кыргызской Республики (1994)[3]
- Рапопорт Михаил Абрамович (1997—2000), Заслуженный деятель культуры Кыргызской Республики
- Петухов Андрей Константинович (2000—2008), Заслуженный артист Российской Федерации (2003)[4]
- Воробьев Борис Дмитриевич (2008—2013)
- Асанбеков Нурлан Аскарович (временно исполнял обязанности директора с 2 по 8 апреля 2013 года)[5]
- Кулинский Александр Владимирович (2013—2018)
- Кузнецов Евгений Юрьевич (2018—2022)
- Бардаков Сергей Владимирович (2022 — по настоящее время)